# Conflans-sur-Seine
Conflans-sur-Seine – miejscowość i gmina we Francji, w regionie Grand Est, w departamencie Marna. Przez miejscowość przepływa Sekwana. 
Według danych na rok 1990 gminę zamieszkiwało 625 osób, a gęstość zaludnienia wynosiła 102 osób/km².